# Преподавание в Виктории
Преподавание в Виктории регулируется Институтом преподавания Виктории через Департамент образования и профессиональной подготовки (DET), который является частью правительства штата.
Образование и преподавание в Виктории осуществляется по трехуровневой модели, состоящей из начального образования (начальные школы), за которым следует среднее образование (средние школы или колледжи) и высшее образование (университеты и колледжи TAFE).
Независимо от того, является ли школа государственной или независимой, они должны придерживаться одних и тех же рамок учебной программы. Образование во всех государственных школах должно быть светским и не должно пропагандировать какую-либо конкретную религиозную практику, конфессию или секту.
Постобязательное образование регулируется в рамках австралийской системы квалификаций, единой системы национальных квалификаций в школах, профессиональном образовании и подготовке (TAFE) и секторе высшего образования (университеты).

## Квалификация и подготовка учителей
Все учителя, окончившие программы дошкольного педагогического образования Виктории в последние годы, прошли курсы дошкольного педагогического образования, утвержденные в соответствии с руководящими принципами, разработанными Советом по стандартам преподавания Института преподавания Виктории.
Будущие учителя должны пройти четырехлетние программы бакалавриата либо в одной степени образования (например, бакалавр образования), либо в двойной степени, где две степени завершаются одновременно (например, бакалавр преподавания/Бакалавр искусств). В качестве альтернативы, выпускники, которые уже имеют не преподавательскую степень или эквивалент, могут пройти преддипломное педагогическое образование в аспирантуре продолжительностью один или два года (диплом о высшем образовании, бакалавр педагогики). С 2013 года одногодичные курсы стали сокращаться. Для выпускников одногодичных курсов существуют не преподавательские магистратуры, которые могут быть использованы для повышения их образовательной квалификации. Большинство из этих курсов — это полуторагодичные курсы. 
Все будущие учителя также должны пройти поднадзорную педагогическую практику (известную как практикум) продолжительностью не менее 45 дней. Большинство одногодичных аспирантских программ включают 45-60 дней практикума. Более длительные программы аспирантуры и бакалавриата включают 60-100 дней практикума. Многие из них также включают периоды профессионального опыта работы на местах (обычно не формально контролируемой педагогической практикой) в школах.

## Регистрация учителей
Учителя должны быть зарегистрированы в институте преподавания Виктории (VIT), прежде чем они смогут преподавать в Виктории, независимо от того, преподают ли они в государственной, католической или независимой школе.
VIT является государственным органом, ответственным за регулирование и продвижение педагогической профессии в штате Виктория.

## Государственные и частные школы
Согласно предварительному отчету школ Австралии, опубликованному австралийским статистическим бюро 4 февраля 2008 года, число учащихся в государственных школах Виктории, в 2007 году составило 535 883 человека, что на 234 человека меньше показателей 2006 года, в то время как в неправительственном секторе в 2007 году было 297 970 человек, что на 4 252 человека больше чем в 2006. В негосударственном секторе, который включает католические, частные и еврейские школы, с 2002 года наблюдается устойчивый рост, который за последние пять лет составил более 16 890 учащихся.

## См также
- Образование в Виктории
- Образование в Австралии